# Justine Vanhaevermaet
Justine Vanhaevermaet, własc. Justine Monique Vanhaevermaet (ur. 29 kwietnia 1992 w Sint-Niklaas) – belgijska piłkarka, występująca na pozycji pomocniczki w reprezentacji Belgii. Uczestniczka Mistrzostw Europy 2022 i 2025.

## Statystyki

### Klubowe
Na podstawie:
| Klub           | Sezonów | Liga                                     | Liga  | Liga   | Puchar krajowy | Puchar krajowy | Kontynentalne | Kontynentalne | Suma  | Suma   |
| Klub           | Sezonów | Liga                                     | Mecze | Bramki | Mecze          | Bramki         | Mecze         | Bramki        | Mecze | Bramki |
| -------------- | ------- | ---------------------------------------- | ----- | ------ | -------------- | -------------- | ------------- | ------------- | ----- | ------ |
| RSC Anderlecht | 1       | Belgian Women's Super League             | 12    | 2      | ?              | ?              | –             | –             | 12    | 2      |
| Lierse SK      | 3       | BeNe League/Belgian Women's Super League | 51    | 10     | ?              | ?              | –             | –             | 51    | 10     |
| RSC Anderlecht | 2       | Belgian Women's Super League             | 26    | 12     | ?              | ?              | –             | –             | 26    | 12     |
| SC Sand        | 1       | Frauen-Bundesliga                        | 3     | 1      | 0              | 0              | –             | –             | 3     | 1      |
| Røa IL         | 1       | Toppserien                               | 21    | 3      | 3              | 0              | –             | –             | 24    | 3      |
| LSK Kvinner FK | 2       | Toppserien                               | 26    | 2      | 5              | 1              | 4             | 1             | 35    | 4      |
| Reading F.C.   | 2       | FA Women's Super League                  | 39    | 6      | 9              | 2              | –             | –             | 48    | 8      |
| Everton F.C.   | 2       | FA Women's Super League                  | 40    | 2      | 8              | 1              | –             | –             | 48    | 3      |
|                | Łącznie | Łącznie                                  | 218   | 38     | 25             | 4              | 4             | 1             | 247   | 43     |

### Reprezentacyjne
Na podstawie:
| Występy z golami w reprezentacji | Występy z golami w reprezentacji | Występy z golami w reprezentacji | Występy z golami w reprezentacji | Występy z golami w reprezentacji | Występy z golami w reprezentacji | Występy z golami w reprezentacji | Występy z golami w reprezentacji |
| Lp.                              | Data                             | Miasto                           | Przeciwnik                       | Wynik                            | Gole                             | Inne                             | Rozgrywki                        |
| -------------------------------- | -------------------------------- | -------------------------------- | -------------------------------- | -------------------------------- | -------------------------------- | -------------------------------- | -------------------------------- |
| 1.                               | 18.09.2020                       | Leuven                           | Rumunia                          | 6:1 (3:0)                        | 84'                              |                                  | Eliminacje EURO 2022             |
| 2.                               | 21.10.2021                       | Leuven                           | Kosowo                           | 7:0 (5:0)                        | 3', 36'                          | 2 asysty                         | Eliminacje MŚ 2023               |
| 3.                               | 25.11.2021                       | Leuven                           | Armenia                          | 19:0 (11:0)                      | 39'                              | asysta                           | Eliminacje MŚ 2023               |
| 4.                               | 10.07.2022                       | Manchester                       | Islandia                         | 1:1 (0:0)                        | 67' (k)                          | 85'                              | Mistrzostwa Europy 2022          |
| 5.                               | 06.09.2022                       | Erywań                           | Armenia                          | 7:0 (4:0)                        | 31'                              |                                  | Eliminacje MŚ 2023               |
| 6.                               | 23.02.2024                       | Felcsút                          | Węgry                            | 5:1 (2:1)                        | 65'                              |                                  | Liga Narodów UEFA                |
| 7.                               | 08.04.2025                       | Leuven                           | Anglia                           | 3:2 (3:1)                        | 16'                              |                                  | Liga Narodów UEFA                |
| 8.                               | 03.06.2025                       | Funchal                          | Portugalia                       | 3:0 (1:0)                        | 36'                              | 86'                              | Liga Narodów UEFA                |
| 9.                               | 07.07.2025                       | Thun                             | Hiszpania                        | 2:6 (1:2)                        | 24'                              |                                  | Mistrzostwa Europy 2025          |

## Sukcesy
Na podstawie:

### Klubowe
- Mistrzyni Belgii 2017/18
- Puchar Belgii 2010/11, 2012/13, 2014/15

### Reprezentacyjne
- Pinatar Cup 2022